# Association sportive Magenta Nickel
Maillots
Actualités
L'Association Sportive Magenta Nickel (AS Magenta Nickel) est un club néo-calédonien de football basé à Nouméa, au stade Numa-Daly situé dans le quartier de Magenta. Plus généralement appelé AS Magenta, voire ASM ou Le Nickel, il est le club le plus titré de Nouvelle-Calédonie. Il construit son palmarès tout particulièrement dans les années 1970 et depuis le début des années 2000. Le club entretient une rivalité avec le club voisin de l'AS Mont-Dore.

## Historique
D'abord appelé Association Sportive Le Nickel Nouméa (ASLN Nouméa), il connaît une première période de gloire à la fin des années 1960 et dans les années 1970. Vainqueur de la Coupe de Nouvelle-Calédonie pendant quatre années successives de 1969 à 1972 puis en 1975, il en est également finaliste en 1968, 1974, 1976 et 1977.
C'est sous son nouveau nom d'AS Magenta que le club revient progressivement au devant de la scène du football néo-calédonien à partir du début des années 1990 : finaliste de la Coupe en 1991, il la gagne à nouveau en 1996. Il s'ensuit une série de six victoires d'affilée entre 2000 et 2005, ce qui en fait l'équipe la plus titrée pour cette compétition. Concernant le championnat, l'AS Magenta l'emporte en 2003, 2004 et 2005. L'ASM est également champion des Territoires d'Outre-Mer en battant l'AS Pirae en 2003 (2-2 au match aller, 2-2 au match retour puis 4-3 après tirs au but, c'était la première fois que le club disputait le championnat), obtenant ainsi la possibilité de disputer la finale de la Coupe des DOM-TOM 2004 face au champion des DOM. Mais le club nouméen s'incline alors face aux Martiniquais du Club Franciscain (2-3).       
L'AS Magenta a connu une exceptionnelle saison en 2005 puisque, en plus d'avoir remporté la coupe et le championnat de Nouvelle-Calédonie, il réussit à accéder en finale de la Ligue des Champions de l'OFC en juin 2005 après avoir obtenu la première place du Groupe B et s'être imposé 4-1 en demi-finale face au redoutable club tahitien de l'AS Pirae qui était pourtant à domicile. Néanmoins, les Nouméens s'inclinent en finale le 10 juin face à la supériorité des Australiens du Sydney FC (0-2). Toutefois, pour une première participation au championnat océanien, les Calédoniens ont réussi alors à créer la surprise en devenant vice-champions d'Océanie. De même, les Nouméens, après avoir perdu leur titre de champion des TOM en 2004 face aux Tahitiens de l'AS Manu-Ura (1-1 au match aller puis 1-2 au match retour), remporte une nouvelle fois la coupe des TOM en 2005 en battant cette fois-ci les Tahitiens de l'AS Tefana (4-1 au match aller, 3-1 au match retour). Ainsi, après avoir été le premier club calédonien à remporter ce championnat qui oppose depuis 1996 les champions respectifs de Polynésie française et de Nouvelle-Calédonie, l'AS Magenta a ainsi réussi à obtenir une deuxième fois ce titre (devenant le deuxième club ayant le plus de fois remporté ce tournoi à égalité avec l'AS Manu-Ura et derrière les 5 titres de l'AS Vénus, lui aussi club tahitien). La demi-finale de la Coupe des Champions d'Outre-Mer, nouveau nom de la Coupe des DOM TOM, est perdue par le club calédonien le 8 septembre 2005 au stade de Viry-Châtillon face au champion de Mayotte, l'AS Sada (2-3). Les Nouméens s'inclinent également lors de la petite finale 0 à 5 face aux Martiniquais du Club Franciscain. 
La saison 2006 est nettement moins fructueuse pour l'AS Magenta : outre l'élimination avant les phases finales lors de la Ligue des Champions de l'OFC (il arrive dernier du groupe B en ne remportant qu'un seul match sur 3), le club n'obtient pas le titre de champion de Nouvelle-Calédonie pour la première fois depuis quatre ans et ne réussit pas à remporter non plus la Coupe de Nouvelle-Calédonie pour la première fois depuis 1999. Il en est de même en 2007, saison pendant laquelle le club a été entraîné par l'ancien footballeur André Bodji. L'équipe remporte toutefois à nouveau le championnat (devenu « Championnat de la Super Ligue », ou « Division d'Honneur ») en 2008 et 2009 ainsi que la coupe en 2010. Grâce à ce dernier titre, il peut ainsi participer à la Coupe de France pour son édition 2010-2011, et devient alors le premier club néo-calédonien à passer le 7e tour de la phase préliminaire (en battant aux tirs au but, 5 à 4, l'USL Dunkerque), avant d'être battu au 8e tour par le Paris Football Club (4 à 0).     
La saison 2014 est également à marquer d'une pierre blanche. En effet, l'AS Magenta réalise le doublé Coupe-Championnat avec un total de 86 points récoltés sur 88 possibles, et fini donc la saison invaincu.     

## Palmarès
- Coupe des Territoires d'Outre-mer (2) :
  - Vainqueur : 2003, 2005

- Championnat de Nouvelle-Calédonie (12) :
  - Champion : 2002-2003, 2003-2004, 2004-2005, 2007-2008, 2008-2009, 2009, 2012, 2014, 2015, 2016, 2018, 2023
  - Vice-champion : 2010

- Coupe de Nouvelle-Calédonie (16) :
  - Vainqueur : 1969, 1970, 1971, 1972, 1975, 1996, 2000, 2001, 2002, 2003, 2004, 2005, 2010, 2014, 2016 et 2018
  - Finaliste : 1968, 1974, 1976, 1977, 1991, 2009, 2011, 2012

- Ligue des champions
  - Finaliste : 2005 et 2019
  - Demi-finaliste : 2016 et 2017

## Présidents
| Présidents du club | Début | Fin  |
| ------------------ | ----- | ---- |
| Michel Messeaud    | 2010  | -    |
| Edmond Bowen       |       | 2010 |
| Bernard Cureau     |       |      |
| René Gervolino     |       |      |

## Anciens entraîneurs
- 2006-2007 :  /  André Bodji

## Anciens joueurs
| Joueurs historiques  | Joueurs historiques | Joueurs historiques  |
| -------------------- | ------------------- | -------------------- |
| Nom                  | Postes              | Toujours en activité |
| Pierre Wajoka        | Milieu Offensif     |                      |
| Noel Kaudré          | Milieu              |                      |
| Michel Hmaé          | Attaquant           |                      |
| Olivier Dokunengo    | Milieu              |                      |
| André Sinedo         | Défenseur           |                      |
| Georges Gope Fenepej | Attaquant           | X                    |
| César Zeoula         | Milieu              | X                    |